# Rua General Morais Sarmento
A Rua General Morais Sarmento homenageia José Estêvão de Morais Sarmento.